# Wekkering

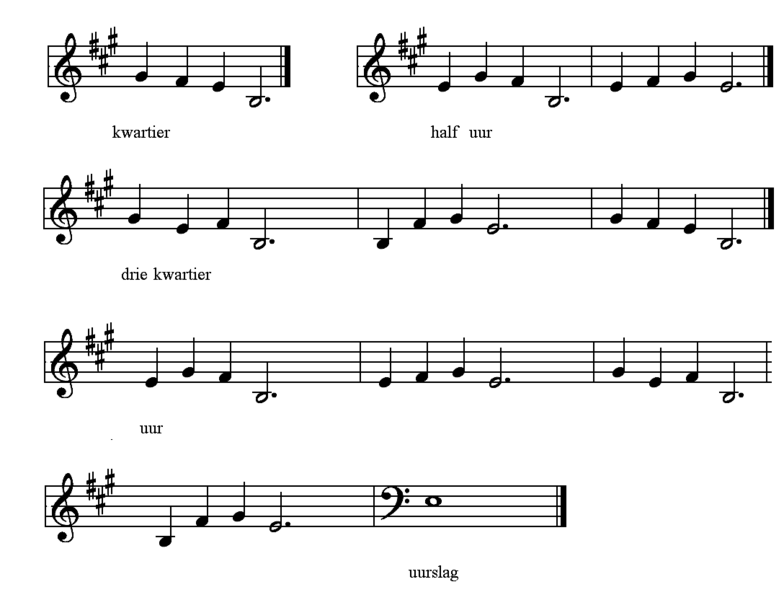
De Westminsterslag van Big Ben

Een wekkering of voorslag is een inrichting aan een uurwerk die een melodietje laat spelen voordat het uur wordt geslagen. Ook een automatische speeltrommel van een beiaard in een toren fungeert als zodanig. De wekkering is bedoeld om te attenderen op de aanstaande uurslag, zodat de slagen kunnen worden geteld.
Omdat een wekkering vanouds uit vier klokjes bestond, noemde men het ook wel een quadrillon. Het woord carillon is daarvan een verbastering.
Vaak slaat de wekkering ook op het halve uur en op de kwartieren, maar dan volgt er meestal geen uurslag. De 'Hollandse slag' treedt op wanneer bij het halfuur de slag voluit volgt op een hoger gestemde klok, meestal een klok van de voorslag die een kwint hoger ligt dan de uurslagbel.
De beroemdste wekkering is stellig die van de Big Ben. Het melodietje, de Westminsterslag, is in veel uurwerken nagebootst.